# Anton Kovač
‎Anton Kovač - Tonček, slovenski partizan,  politični komisar, kočevski odposlanec; brivec, * 30. september 1916, Ljubljana, † 1975 ?.
Pred vstopom v NOV in POS 13. avgusta 1941 je bil brivec. Kot pripadnik Tomšičeve brigade je bil eden izmed odposlancev, ki so se udeležili Zbora odposlancev slovenskega naroda v Kočevju.